# Chorizagrotis norwegica
Chorizagrotis norwegica är en fjärilsart som beskrevs av Otto Staudinger 1861. Chorizagrotis norwegica ingår i släktet Chorizagrotis och familjen nattflyn. Inga underarter finns listade i Catalogue of Life.